# Bevington
Bevington es una ciudad situada entre los condados de Madison y de Warren, en el estado de Iowa, Estados Unidos. Según el censo de 2000 tenía una población de 58 habitantes.

## Geografía
Según la Oficina del Censo de los Estados Unidos, la localidad tiene un área total de 0,70 km², la totalidad de los cuales corresponden a tierra firme.

## Demografía
Según el censo de 2000, había 58 personas, 24 hogares y 16 familias residiendo en la localidad. La densidad de población era de 83,18 hab./km². Había 25 viviendas con una densidad media de 82,9 viviendas/km². El 96,55% de los habitantes eran blancos, y el 3,45% pertenecía a dos o más razas. 
Según el censo, de los 24 hogares, en el 33,3% había menores de 18 años, el 62,5% pertenecía a parejas casadas, el 4,2% tenía a una mujer como cabeza de familia, y el 33,3% no eran familias. El 20,8% de los hogares estaba compuesto por un único individuo, y el 4,2% pertenecía a alguien mayor de 65 años viviendo solo. El tamaño promedio de los hogares era de 2,42 personas, y el de las familias de 2,88.
La población estaba distribuida en un 20,7% de habitantes menores de 18 años, un 12,1% entre 18 y 24 años, un 34,5% de 25 a 44, un 22,4% de 45 a 64, y un 10,3% de 65 años o mayores. La media de edad era 37 años. Por cada 100 mujeres había 132,0 hombres. Por cada 100 mujeres de 18 años o más, había 109,1 hombres.
Los ingresos medios por hogar en la localidad eran de 31.875 dólares ($), y los ingresos medios por familia eran 35.000 $. Los hombres tenían unos ingresos medios de 28.125 $ frente a los 16.250 $ para las mujeres. La renta per cápita para la ciudad era de 16.592 $. El 3,9% de la población estaba por debajo del umbral de pobreza. Ningún habitante menor de 18 años ni mayor de 65 años o más vivían por debajo del umbral de pobreza.